# یان ووترس
یان ووترس (هلندی: Jan Wouters؛ زادهٔ ۱۷ ژوئیهٔ ۱۹۶۰) یک بازیکن فوتبال اهل هلند است.

## تیم ملی
وی همچنین در تیم ملی فوتبال هلند بازی کرده‌است.